# Tahar Djaout
Tahar Djaout, född 11 januari 1954 i Oulkhou, död 2 juni 1993, var en algerisk journalist, poet och skönlitterär författare.
Han mördades av Groupe Islamique Armé (GIA) på grund av sitt stöd för den sekulära rörelsen och motståndet mot det han ansåg som fanatism. Han attackerades den 26 maj 1993 utanför sitt hem i Bainem i Algeriet, och dog den 2 juni efter en vecka i koma. En av mördarna konstaterade att han mördades på grund av att hans författarskap kunde ha påverkan på islam. 
BBC har gjort en dokumentärfilm om författaren med förord av Salman Rushdie.